# Opel Diplomat
Der Opel Diplomat war das Spitzenmodell in der Oberklasse der Adam Opel AG und wurde zwischen Frühjahr 1964 und Sommer 1977 gebaut. Er basierte auf den Sechszylinder-Fahrzeugen Kapitän und Admiral und bot eine nochmals gesteigerte Ausstattung.

## Beschreibung
Die nach den Initialen von Kapitän, Admiral und Diplomat auch als „KAD“-Modelle bezeichneten Wagen wurden in der ersten Serie als KAD A von Februar 1964 bis November 1968 produziert. Als Besonderheit wurde der Diplomat ab Februar 1965 als Coupé angeboten, von dem bis Juli 1967 nur 347 Fahrzeuge gefertigt wurden.
Die KAD B-Reihe wurde im März 1969 offiziell eingeführt und alle Modelle (auch der Diplomat) waren nur noch als Stufenhecklimousine verfügbar. Zudem wurde der Kapitän bereits im Mai 1970 eingestellt, sodass strenggenommen ab diesem Zeitpunkt die Bezeichnung „KAD“ nicht mehr zutraf.
Die Ära der KAD-Modelle endete im Juli 1977, als der Diplomat als letzter Vertreter der Serie auslief. Die erste Ölkrise 1973/1974 war dabei für den Niedergang der Opel-Luxuslimousine weit weniger entscheidend als die geringe Akzeptanz bei der potenziellen Kundschaft. Diese bevorzugte die teureren Oberklassewagen von Mercedes-Benz wie W 108/109 bzw. W 116 (ab 1972), denen der Diplomat technisch jedoch kaum nachstand.

## Die Baureihen
Mit dem Diplomat brachte Opel nach 35 Jahren wieder einen Pkw mit Achtzylinder-Motor auf den deutschen Markt. Das letzte Fahrzeug mit vergleichbar großem Motor war der in nur 25 Exemplaren gefertigte Opel Regent.

### Diplomat A (1964–1968)
Im Juni 1964 kam der Diplomat A als Luxusmodell der KAD-Baureihe auf den Markt. Neben der klassischen Limousine gab es vom Diplomat (im Gegensatz zu Kapitän und Admiral) ab Februar 1965 auch eine Coupé-Version, die als Imageträger dienen sollte. Die Fahrzeuge wurden beim Karosseriespezialisten Karmann gefertigt. Einzige Motorisierung des Zweitürers war ein V8-Motor mit 5354 cm³ Hubraum und 230 PS (169 kW).
Die Limousine war zunächst mit einem kleineren V8-Motor mit 4,6 Liter Hubraum und 190 PS (140 kW) erhältlich. Erst ab September 1966 kam auch gegen Aufpreis der größere V8-Motor aus dem Coupé zum Einsatz.
Bei einem Radstand von 2845 mm waren die Limousinen 4948 mm lang, 1902 mm breit und 1454 mm hoch. Das Leergewicht war mit 1590 kg angegeben. Das Coupé war mit 1432 mm etwas flacher und wog 1630 kg.
Der Verkauf des Diplomat Coupés endete im Juli 1967 nach nur 347 Einheiten, während die Limousine bis November 1968 hergestellt wurde.

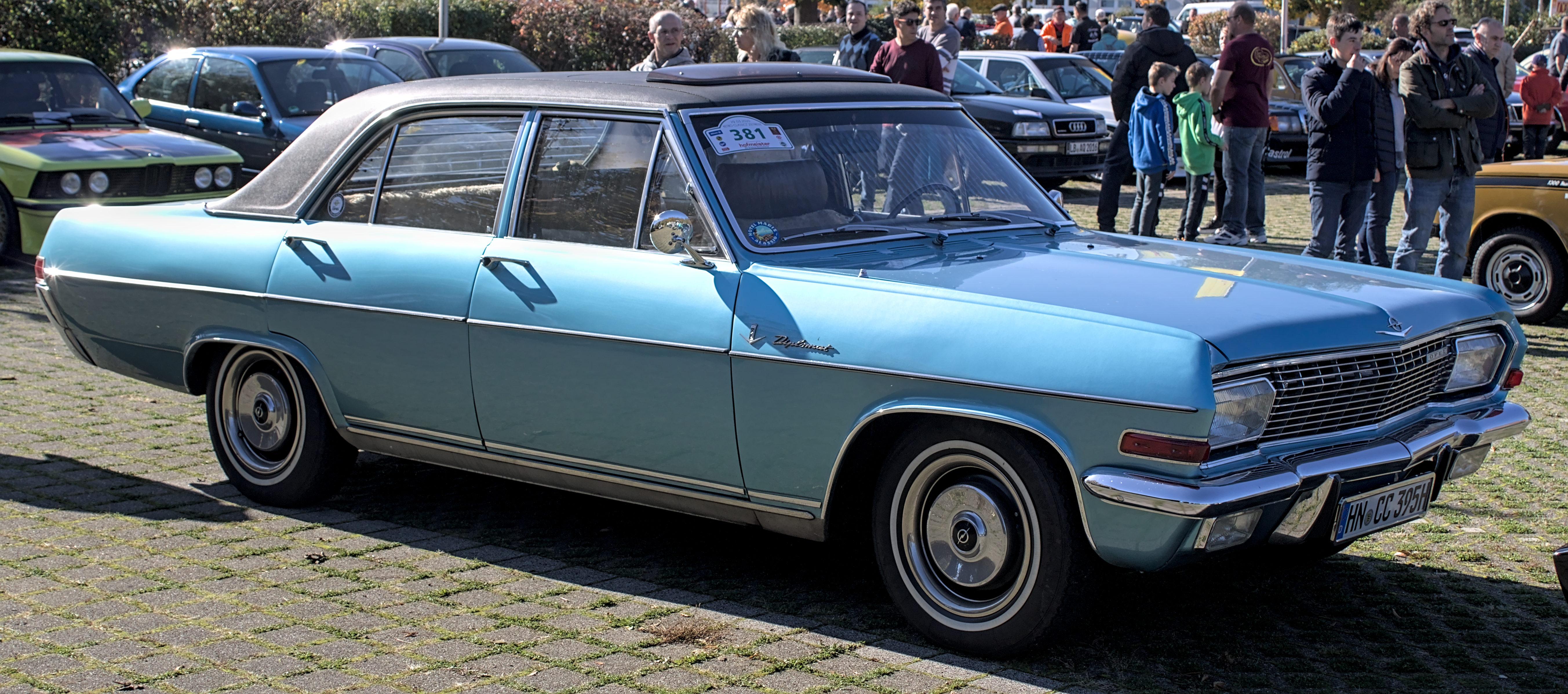
Opel Diplomat A (1964–1968)
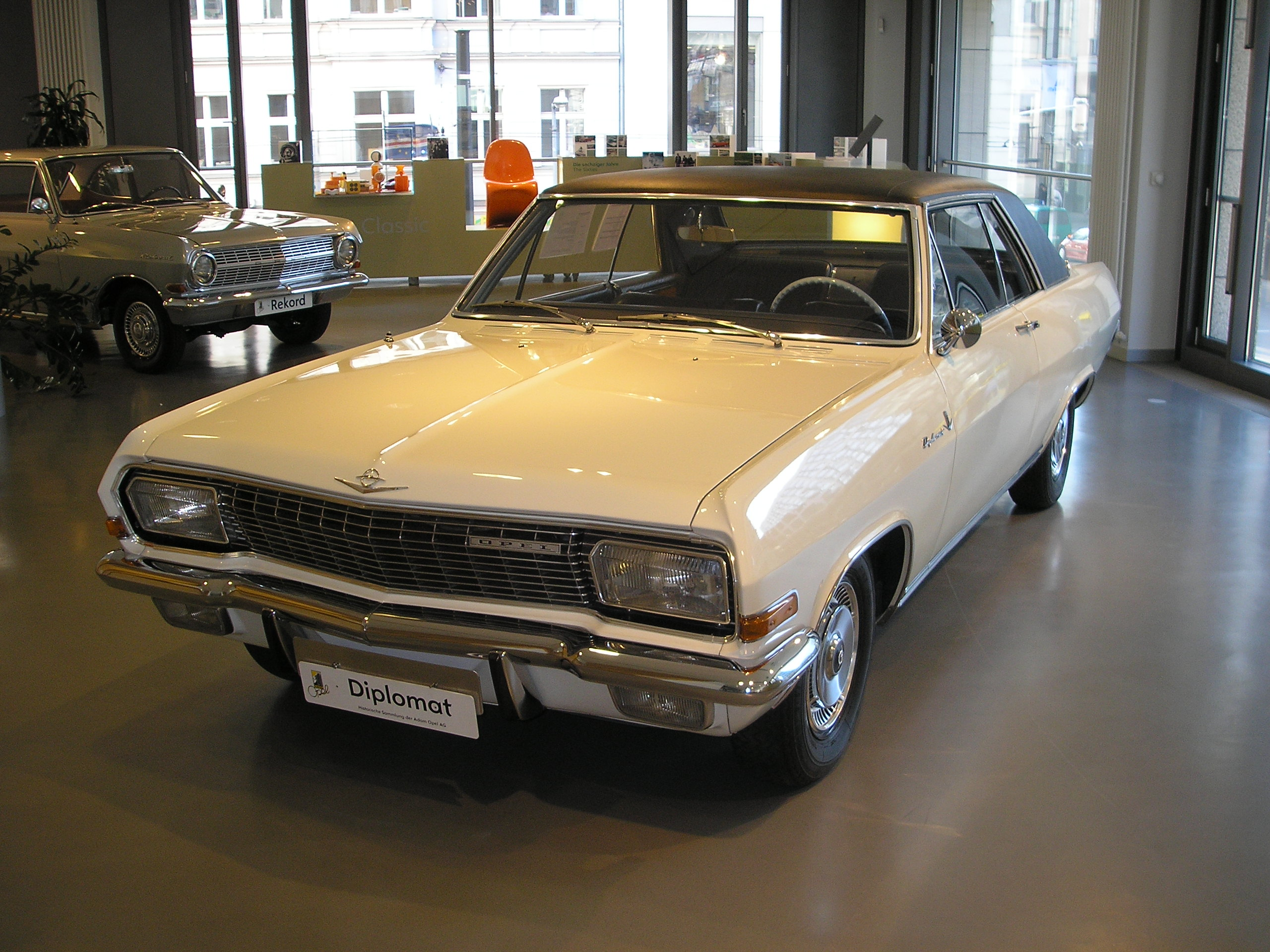
Opel Diplomat A Coupé (1965–1967)
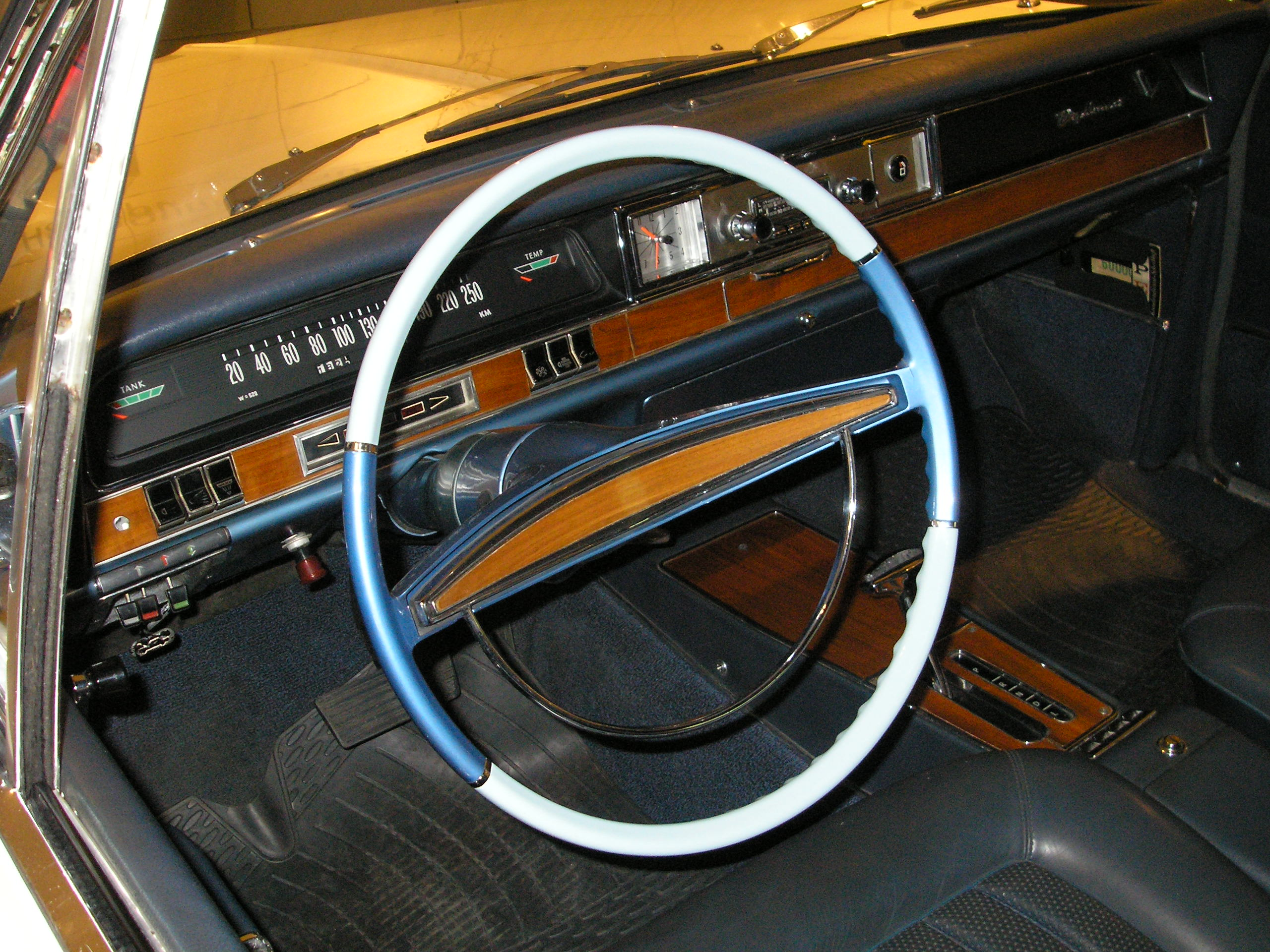
Diplomat A, Armaturentafel

### Diplomat B (1969–1977)
Der Diplomat der KAD B-Serie kam im März 1969 zu den Händlern, war aber wie seine Schwestermodelle Kapitän und Admiral nur als Limousine erhältlich. Bei einem Radstand von 2845 mm war das Fahrzeug 4907 bis 4920 mm lang, 1835 bis 1852 mm breit und 1450 mm hoch. Die von Mitte 1973 bis Sommer 1977 angebotenen Langversion hatte 15 cm mehr Radstand und dementsprechend mehr Länge. Das Leergewicht war mit 1495 bis 1695 kg (Langversion 1720 kg) angegeben.
Zur Wahl stand ein Sechszylindermotor mit 2784 cm³ Hubraum und 140 bis 145 PS (103 bis 107 kW) mit Vergaser bzw. 160 bis 165 PS (118 bis 121 kW) mit Saugrohreinspritzung sowie ein V8-Motor mit 5354 cm³ Hubraum und 230 PS (169 kW).

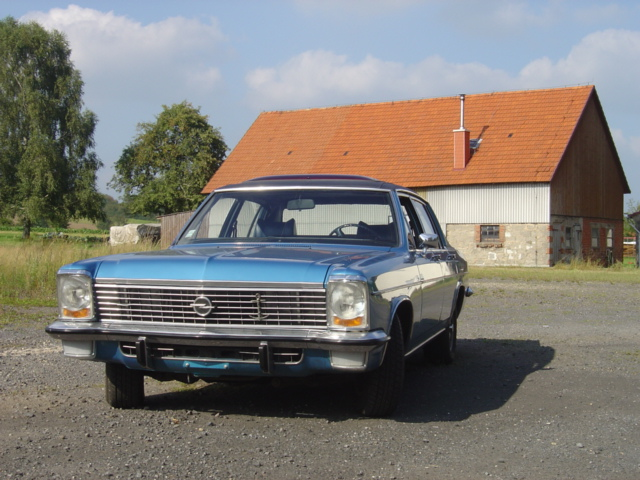
Opel Diplomat B (1969–1977)
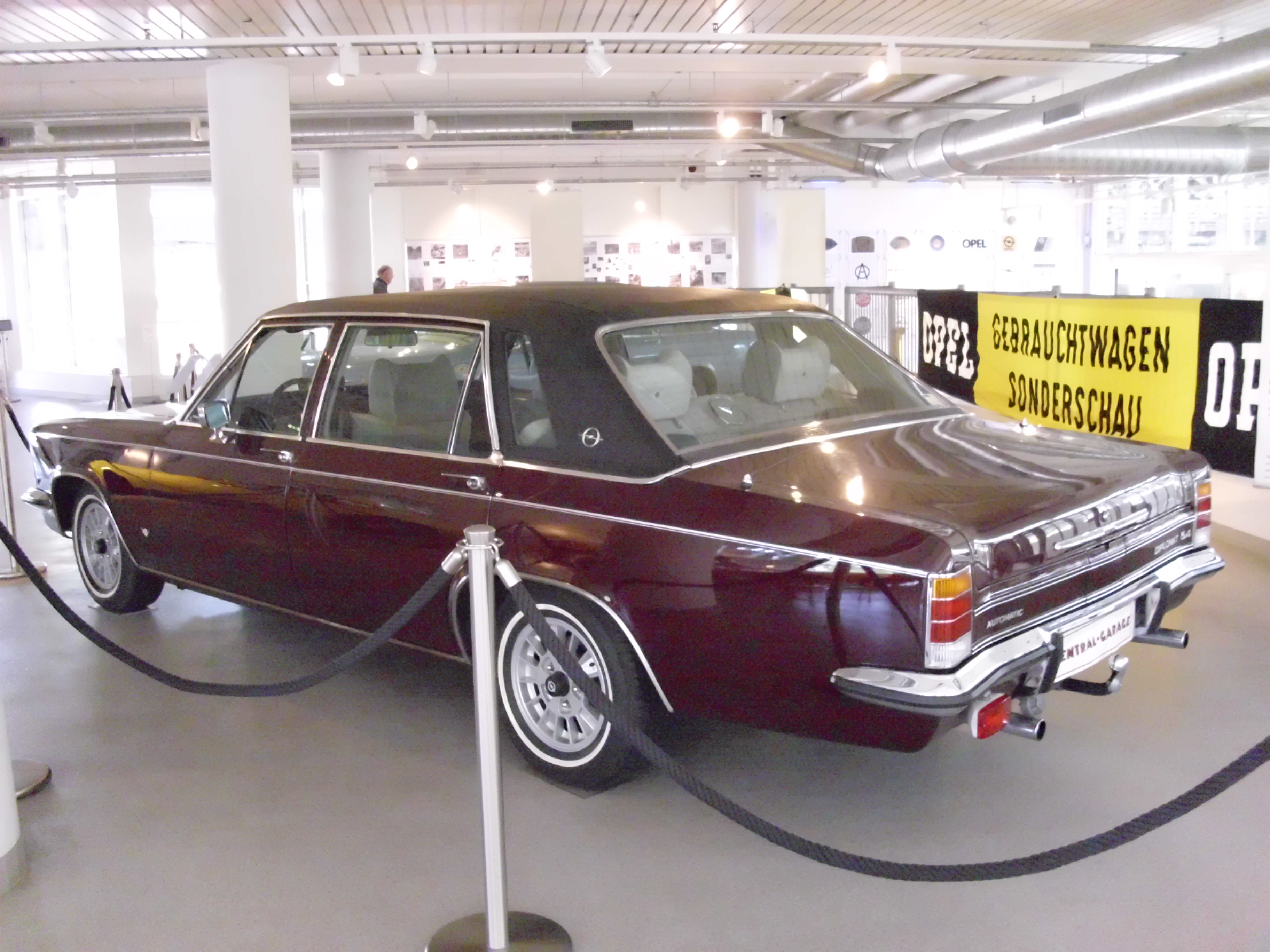
Opel Diplomat B Langversion (1973–1977)